# Procampylaspis rigens
Procampylaspis rigens är en kräftdjursart som beskrevs av Gamo 1989. Procampylaspis rigens ingår i släktet Procampylaspis och familjen Nannastacidae. Inga underarter finns listade i Catalogue of Life.